# Huygh Jacobsz.
Huygh (Hugo) Jacobsz (circa 1470 - tussen 1534 en 16 oktober 1538) was een kunstenaar die werkte in de Nederlandse stad Leiden. Hij was de vader van de kunstschilder en houtgraveur Lucas van Leyden. Hij was zelf ook schilder en geldt als de eerste leermeester van zijn zoon. Jacobsz was actief van 1494 tot aan zijn dood. Er is overigens geen enkel werk bekend dat met zekerheid aan Jacobsz kan worden toegeschreven. Jacobsz zou een werk voor de Sint-Pietersabdij in Gent hebben geschilderd. Mogelijk is Jacobsz identiek aan de zogenaamde Meester van het Johannes-Altaar.
Jacobsz trouwde met Marie Hendriksdr. Samen kregen ze vijf kinderen, waaronder Lucas. Marie overleed in 1494. Jacobsz is later hertrouwd.
- RKD-Nederlands Instituut voor Kunstgeschiedenis: 41403
- Union List of Artist Names: 500017959
- Virtual International Authority File: 95791266